# 法比奧拉王后
法比奧拉（法語：Reine Fabiola des Belges，1928年6月11日—2014年12月5日），出生于西班牙，為西班牙貴族，第四代卡薩里埃拉侯爵貢薩洛之女。1960年12月15日与时任比利时国王博杜安结婚，至1993年7月31日丈夫过世止担任比利时王后33年，曾怀孕五次但五次皆不幸流产因而无子女。

## 早年生活
法比奧拉出生於西班牙馬德里，是第四代卡薩里埃拉侯爵貢薩洛（西班牙語：Gonzalo de Mora Fernández Riera del Olmo）與侯爵夫人布蘭卡（西班牙語：Blanca de Aragón y Carrillo de Albornoz Barroeta-Aldamar y Elío）七個孩子中的第六個，有一位當演員的兄長海梅·德·莫拉·阿拉貢（西班牙語：Jaime de Mora y Aragón）。教母是巴滕貝格的維多利亞·歐珍妮。